# Parechthrodryinus convexus
Parechthrodryinus convexus är en stekelart som beskrevs av Girault 1916. Parechthrodryinus convexus ingår i släktet Parechthrodryinus och familjen sköldlussteklar. Inga underarter finns listade i Catalogue of Life.